# Jeffrey Crockett
Jeffrey « Jaye » Crockett, né le 16 octobre 1991 à Watertown dans l'État de New York, est un joueur américain de basket-ball. Il évolue au poste d'ailier.

## Palmarès

### En club
- Champion du Danemark et vainqueur de la Coupe du Danemark en 2018 avec les Bakken Bears.

### Distinctions personnelles
- MVP des finales du championnat danois en 2018.